# Spytajny
Spytajny (do 1945 niem. Spittehnen) – wieś w Polsce położona w województwie warmińsko-mazurskim, w powiecie bartoszyckim, w gminie Bartoszyce. W latach 1975–1998 miejscowość administracyjnie należała do województwa olsztyńskiego.

## Historia
Wieś założona w 1326 r. przez kolonistów niemieckich. Koloniści nadali nazwę wsi jako Urbach, jednakże nazwa ta nie przyjęła się a była używana nazwa Spitteynen, wywodząca się z języka staropruskiego. W wojnie polsko-krzyżackiej w 1414 Spytajny zostały mocno zniszczone. Straty oceniono na 600 grzywien. W czasie kolejnej wojny polsko-krzyżackiej z lat 1454-1466 wieś została oddana w zastaw Zygmuntowi Barenwaldowi, dowódcy wojsk zaciężnych. W późniejszych czasach wieś była w posiadaniu rodziny von Kreytzen. W 1600 r. wieś wykupił skarb państwa.
W 1935 r. w tutejszej szkole uczyło się 66 dzieci, nauczanych przed dwóch nauczycieli. W 1939 r. we wsi mieszkało 329 osób. W czasie II wojny światowej, w 1945 r. wieś została mocno zniszczona. W 1946 r. ponownie uruchomiono szkołę a jej organizatorką i pierwszą kierowniczką była Stefania Łohutko. W 1975 r. szkoła w Spytajnach została zlikwidowana. W 1983 r. we wsi było 38 domów oraz 36 indywidualnych gospodarstw rolnych, uprawiających łącznie 413 ha ziemi i hodujących 291 sztuk bydła, 190 świń, 11 koni i 6 owiec. W tym okresie we wsi był punkt biblioteczny, świetlica, klub, salka kinowa na 60 miejsc, sklep wielobranżowy oraz kuźnia.